# Campillo de Arenas
Campillo de Arenas település Spanyolországban, Jaén tartományban. Campillo de Arenas Cárcheles, Cambil, Noalejo, Valdepeñas de Jaén, Jaén és Pegalajar községekkel határos. Lakosainak száma 1703 fő (2024).

## Népesség
A település népessége az elmúlt években az alábbi módon változott:
| Lakosok száma | 2119 | 2098 | 1985 | 2094 | 2073 | 1977 | 1854 | 1760 | 1705 | 1703 |
|               | 2001 | 2004 | 2007 | 2009 | 2012 | 2014 | 2017 | 2019 | 2022 | 2024 |